# Amphinemura hamatmicroda
Amphinemura hamatmicroda är en bäcksländeart som beskrevs av Du och Wang 2007. Amphinemura hamatmicroda ingår i släktet Amphinemura och familjen kryssbäcksländor. Inga underarter finns listade i Catalogue of Life.